# Willy Alberti bedankt
Willy Alberti bedankt is een single van André van Duin.
Het lied voert terug op de aankondiging van de abdicatie van koningin Juliana der Nederlanden. Zij maakte die bekend op 31 januari 1980. Muziekproducent Eddy Ouwens schreef vervolgens onder pseudoniem Theo Smit het lied Juliana bedankt!. Hij had eigenlijk de Zangeres Zonder Naam op het oog maar die kon niet. Vervolgens werd Willy Alberti ingeschakeld. Deze zong “zijn” lied tijdens het televisieprogramma Telebingo op 4 februari 1980.
André van Duin zag er vervolgens wel wat in om namens het koningshuis Willy Alberti te bedanken voor zijn lied. Van Duin imiteerde in het gesproken antwoordlied voor dat dankwoord de stem van prins Bernhard, uiteraard met zwaar Duits accent. Diezelfde Bernhard probeert Pieter van Vollenhoven van zijn pianospel, dat dwars door de dankbetuiging heen gaat, af te houden. Van Vollenhoven probeert nogal onbeholpen en niet in de maat de Vlooienmars, internationaal bekend als Lesson one uitgevoerd door Russ Conway, uit te voeren maar uiteindelijk verliest Bernard zijn beheersing en slaat de vleugel aan diggelen en maakt dan de dankbetuiging af. Van Duins versie was voor het eerst te horen in zijn Lach of ik schietshow, onderdeel van de Dik Voormekaar Show. Van Duin nam voor deze single geen promotiefilmpje op voor AVRO's Toppop en het werd ondanks de hoge notering ook niet uitgezonden.
Overigens mocht André van Duin Willy Alberti ook zelf wel letterlijk bedanken. Alberti gaf Van Duin in 1965 de gelegenheid zijn eerste single Hé! Hé! (Ik heet André) in Alberti’s programma te promoten.
De B-kant werd gevuld met een parodie op Wie van de Drie, waarbij Van Duin en zijn geluidstechnicus Ferry de Groot de typetjes uit de Dik Voormekaar Show gebruiken.

## Hitnotering
Van Duins versie haalde een hogere notering en meer weken in de hitparades dan het origineel. De Belgische hitparade werd niet gehaald.

### Nederlandse Top 40
| Positie: | 21 | 9 | 7 | 8 | 14 | 22 | uit |

### NederlandseNationale Hitparade
| Positie: | 22 | 6 | 4 | 4 | 16 | 23 | 31 | uit |